# Chân Đăng
Chan Dang o Chân Đăng era la denominación dada a los nativos de Indochina «contratados» a finales del siglo XIX y comienzos del siglo XX durante el período de colonización francesa para trabajar en Nueva Caledonia y en las Nuevas Hébridas, en lo que actualmente es Vanuatu. El término vietnamita Chân Đăng literalmente significa «pies comprometidos».
En la actualidad el término se aplica a los descendientes de dichos nativos de Indochina que han permanecido en Nueva Caledonia y las Nuevas Hébridas.

## Historia
Los trabajadores indochinos «chân đăng» eran reclutados voluntariamente por medio de un contrato de cinco años de duración. Se trataba en su mayoría de trabajadores provenientes de Vietnam del Norte, las provincias marítimas del delta del río Rojo –Ninh Bình, Nam Đinh, Thái Bình, etc.– zonas sobrepobladas donde reinaba la hambruna y donde el nivel de vida era muy pobre. Mediante el contrato que ellos acordaban, los trabajadores tonkineses recibían un salario a finales de cada mes y se los alimentaba y se les proveía alojamiento. Aquellos basados en Nueva Caledonia trabajaban en las minas de cromo y de níquel, mientras que aquellos destinados a las Nuevas Hébridas trabajaban en las plantaciones de cacao y de café.
El primer envío de «chân đăng» a Nueva Caledonia data de 1891. Hacia 1939, había unos 12 000 tonkineses en la isla. La mayor parte de ellos no deseaban permanecer en las islas al concluir su contrato, sino que preferían retornar a su país natal.
Debido al estallido de la Segunda Guerra Mundial las repatriaciones se suspenden, reanudándose de forma intermitente a finales de 1940, pero el resto de los Chan dang deben esperar hasta el final de la guerra de Indochina para poder regresar a su país. Mientras tanto, la situación está cambiando en Nueva Caledonia. En 1945, el descontento con sus condiciones de trabajo y el hecho de que las autoridades francesas no pueden realizar su repatriación, se mezclan en luchas sociales violentas en las que muestran su lealtad al Viet Minh entonces comprometido en una lucha anticolonial contra el ejército francés.
Al concluir la Segunda Guerra Mundial, las autoridades francesas llevan a cabo entre 1946 y 1947 la repatriación de los líderes que causaban disturbios en las islas. Entre agosto de 1947 y octubre de 1950, cuatro convoyes regresan 1 791 vietnamitas a su país.